# Хосе Калдерон
Хосе Мануел Калдерон (на испански: José Calderón) е бивш испански баскетболист, играл като гард. Най-известен с изявите си за Торонто Раптърс в НБА, като дълго време е рекордьор по асистенции за отбора. В състава на испанския национален отбор е световен шампион през 2006 г.

## Клубна кариера
Започва кариерата си в тима на Дипукасион Форал Алава, в Испания също преминава през Лусентрум Аликанте, Фуенлабрада и ТАУ Керамика. През 2004 г. печели Купата на Краля, а през 2005 г. попада в идеалната петица на първенството.
На 3 август 2005 г. подписва с Торонто Раптърс. През първия си сезон в НБА се нарежда на трето място по асистенции сред новобранците с 4.5 средно на мач, но изпитва проблеми със стрелбата, като записва едва 5.5 точки средно за 64 изиграни срещи. През сезон 2006/07 продължава да е резерва на Ти Джей Форд, но показателите му се подобряват и испанецът помага на „динозаврите“ да достигнат до плейофите, където отпадат от Ню Джърси Нетс в първия рунд. Следващият сезон е още по-удачен за Калдерон, като поради травма на Форд испанецът започва като титуляр в 56 мача от сезона и увеличава показателите си до 11.2 точки и 8.3 асистенции.
През юли 2008 г. преподписва с Рапторс и след напускането на Форд става титуляр на позицията пойнт гард. На 29 март 2009 г. в мач срещу Чикаго Булс изравнява клубния рекорд по асистенции с 1 мач с 19. През сезона поставя рекрод на НБА за най-голяма точност от фалове през сезона с 98% точни изстрела, като също води в Източната конференция по асистенции на мач с 8.9. Въпреки това Торонто не успява да попадне в плейофите. На 12 февруари 2012 г. отбелязва рекордните в кариерата си 30 точки при загубата с 92:94 от Лос Анджелис Лейкърс.
На 30 януари 2013 г. е обменен в Детройт Пистънс. Завършва сезона като най-ефективният играч от тройката през сезона, но през лятото на 2013 г. подписва с Далас Маверикс. Калдерон играе в плейофите за първи път от 2008 г., но Далас отпада от Сан Антонио Спърс още в първия кръг.
През 2014 г. е обменен в Ню Йорк Никс. Контузии обаче му попречват да е в най-добрата си форма в Никс. Следват по половин сезон в Лос Анджелис Лейкърс и Атланта Хоукс. През сезон 2017/18 е част от Кливланд Кавалиърс, но записва едва по 16 минути средно на мач и 4.5 точки. „Кавалерите“ достигат финала на НБА, но губят от Голдън Стейт Уориърс. През сезон 2018/19 отново играе за Детройт Пистънс, където и приключва кариерата си.

## Национален отбор
Калдерон е неизменна част от младежките формации на Испания до 18 и до 20 г. Първият голям турнир, на който участва като част от мъжкия тим, е Световното първенство през 2002 г., на което „Ла Фурия“ завършва на пето място. На следващата година завършва на второ място на Евробаскет. Калдерон е капитан на тима на Олимпиадата в Атина. През 2006 г. е в основата на спечелването на световната титла като на финала Испания печели срещу Гърция. Година по-късно Испания отново завършва втора на шампионата на Европа, а през 2011 г. Калдерон най-после печели континенталната титла с националния отбор. Освен това има сребърни медали от олимпийските игри в Пекин през 2008 г. и в Лондон през 2012 г., както и бронз в Рио де Жанейро през 2016 г.

## Успехи

### Клубни
- Купа на Краля – 2004

### Национален отбор
- Световен шампион – 2006
- Европейски шампион – 2011

### Индивидуални
- В идеалния отбор на Лига АКБ – 2004/05
- Рекордьор на НБА по процент вкарани наказателни удари – 98% (сезон 2008/09)